# Lactarius brunneoviolaceus
Lactarius brunneoviolaceus är en svampart som tillhör divisionen basidiesvampar, och som beskrevs av Mads Peter Christiansen. Lactarius brunneoviolaceus ingår i släktet riskor, och familjen kremlor och riskor. Arten är reproducerande i Sverige.

## Bildgalleri